# وضعیت حداقل هوشیاری
وضعیت حداقل هوشیاری (MCS)، (به انگلیسی: Minimally Conscious State)، نوعی اختلال هوشیاری متمایز از زندگی نباتی و نشانگان قفل‌شدگیاست. بر خلاف زندگی نباتی مداوم، بیماران مبتلا به MCS میزان کمی از به‌هوش بودن و آگاهی خود را حفظ می‌کنند. MCS یک دسته نسبتاً جدید از اختلالات هوشیاری است. سابقه بیماران دارای این وضعیت و نتایج بلندمدت بررسی آن هنوز به‌طور کامل مطالعه نشده‌است. فراوانی بیماران دارای این وضعیت، ۱۱۲٬۰۰۰ تا ۲۸۰٬۰۰۰ مورد در بزرگسالان و اطفال برآورد می‌شود.

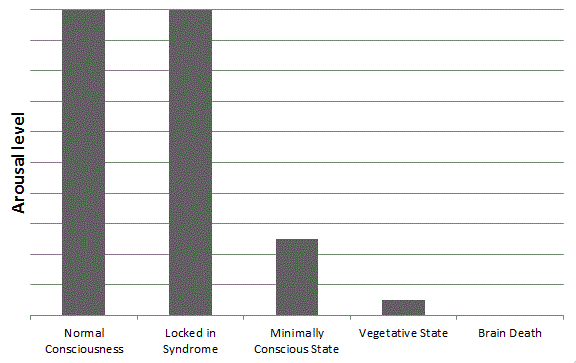
سطح برانگیختگی حالات مختلف مغزی.

### واکنش به گفتار
یک مطالعه اف‌ام‌آرآی (fMRI) نشان داد که بخش‌های مرتبط با مهارت‌های کلامی در مغز بیماران MCS، هنگام شنیدن روایات دارای محتوای معنادار شخصی، در صورتی که با صدای آشنا خوانده شوند، فعال می‌شود. وقتی این روایت‌ها، وارونه خوانده شوند، این فعال‌سازی‌ها مشاهده نمی‌شود.
محققان در یک مطالعهٔ دیگر دریافتند که برخی از بیماران در حالت حداقل هوشیاری، شواهدی از پردازش گفتارهای حفظ‌شده را نشان می‌دهند.

## تشخیص
جیاچینو و همکاران، علایم زیر را به منظور تشخیص MCS، پیشنهاد می‌کنند:
- پیروی از فرامین ساده.
- پاسخ‌های بله/خیر حرکتی یا شفاهی (صرف‌نظر از دقت).
- کلام‌سازی قابل فهم
- رفتارهای هدفمند مانند رفتارهایی که در پاسخ به محرک‌های محیطی، متناسب هستند و بازتابی نیستند. برخی از نمونه‌های رفتار هدفمند عبارت‌اند از:
  - لبخند زدن یا گریه کردن متناسب در پاسخ به محتوای کلامی یا شنوایی احساسی اما نه در پاسخ به موضوعات یا محرک‌های خنثی.
  - صداها یا حرکاتی که در پاسخ مستقیم به محتوای کلامی پرسش‌ها رخ می‌دهد.
  - لمس کردن یا نگه داشتن اشیاء به گونه‌ای که با اندازه و شکل آن اشیاء متناسب باشد.[۱]

## درمان
در حال حاضر هیچ شواهد درمانی قطعی که بتواند روند بهبود وضعیت حداقل هوشیاری را تغییر دهد، یافت نشده‌است. در حال حاضر چندین کارآزمایی بالینی در حال بررسی روش‌های درمانی بالقوه برای این عارضه است. در یک مطالعه موردی، تحریک تالاموس با استفاده از تحریک عمقی مغز (DBS) منجر به برخی از بهبودهای رفتاری شد. بیمار، یک مرد ۳۸ ساله بود که در پی یک ضربه مغزی شدید، در وضعیت حداقل هوشیاری بود.

## مسائل اخلاقی
یکی از چالش‌های اخلاقی عمده در ارتباط با بیماران مبتلا به آسیب‌های مغزی شدید، ناتوانی آن‌ها در برقراری ارتباط است. بیمارانی که بیهوش یا در وضعیت حداقل هوشیاری هستند قادر به اعلام رضایت آگاهانه برای شرکت در تحقیقات بالینی نیستند. برای این منظور، به‌طور معمول، تأیید کتبی از اعضای خانواده یا نمایندگان قانونی اخذ می‌شود. ناتوانی در اعلام رضایت آگاهانه توسط بیمار، باعث شده‌است که بسیاری از این‌گونه تحقیقات، از کمک‌های مالی، تأیید کمیته‌های اخلاق و همکاری ناشرین و ژورنال‌ها در انتشار تحقیقات محروم باشند. این موضوع، بیماران MCS را در معرض خطر محرومیت از درمان‌هایی قرار می‌دهد که ممکن است نجات دهندهٔ جان آن‌ها باشد.